# Elizabeth Dunne
Pour les articles homonymes, voir Dunne.
Elizabeth Dunne, née le 23 avril 1879 à Boston (Massachusetts) et morte le 12 novembre 1954 dans le comté de Los Angeles (Californie), est une actrice américaine.

## Biographie
Actrice de théâtre principalement, Elizabeth Dunne joue notamment à Broadway (New York) dans quatre pièces, la première étant A Prince There Was de George M. Cohan (1918-1919, avec l'auteur et Ruth Donnelly) ; suivent deux autres pièces en 1925, avant une dernière prestation dans Reflected  Glory de George Kelly (1936-1937, avec Tallulah Bankhead).
Au cinéma, elle contribue sur le tard à dix films américains, depuis Pension d'artistes de Gregory La Cava (1937, avec Katharine Hepburn et Ginger Rogers) jusqu'à Cœurs enflammés d'Allan Dwan (1950, avec Vera Ralston et John Carroll), quatre ans avant sa mort (en 1954), à 75 ans.
Entretemps, citons Fausses Notes de Ray Enright (1939, avec Ann Sheridan et Dick Powell), La Féline de Jacques Tourneur (1942, avec Simone Simon et Kent Smith) et Othello de George Cukor (1947, avec Ronald Colman et Signe Hasso).

## Théâtre à Broadway (intégrale)
- 1918-1919 : A Prince There Was de George M. Cohan : rôle non spécifié
- 1925 : Tangletoes de Gertrude Purcell : Mary
- 1925 : All Wet de Willis Maxwell Goodhue : Violet Fish
- 1936-1937 : Reflected Glory de (et mise en scène par) George Kelly : Hattie

## Filmographie complète
- 1937 : Pension d'artistes (Stage Door) de Gregory La Cava : Mme Orcutt
- 1937 : First Lady de Stanley Logan : une invitée de la fête
- 1938 : La Peur du scandale (Fools for Scandal) de Mervyn LeRoy et Bobby Connolly : une touriste achetant un tapis
- 1939 : Fausses Notes (Naughty but Nice) de Ray Enright : Tante Henrietta Hardwick
- 1939 : Blondie Takes a Vacation (en) de Frank R. Strayer : Mme Emily Dickerson
- 1942 : La Féline (Cat People) de Jacques Tourneur : Mme Plunkett
- 1943 : Someone to Remember de Robert Siodmak : Mlle Green
- 1947 : Othello (A Double Life) de George Cukor : Gladys
- 1948 : Tam-tam sur l'Amazone (en) (Angel on the Amazon) de John H. Auer : la gouvernante
- 1950 : Cœurs enflammés (Surrender) d'Allan Dwan : la vieille dame